# میوه ستاره‌سان

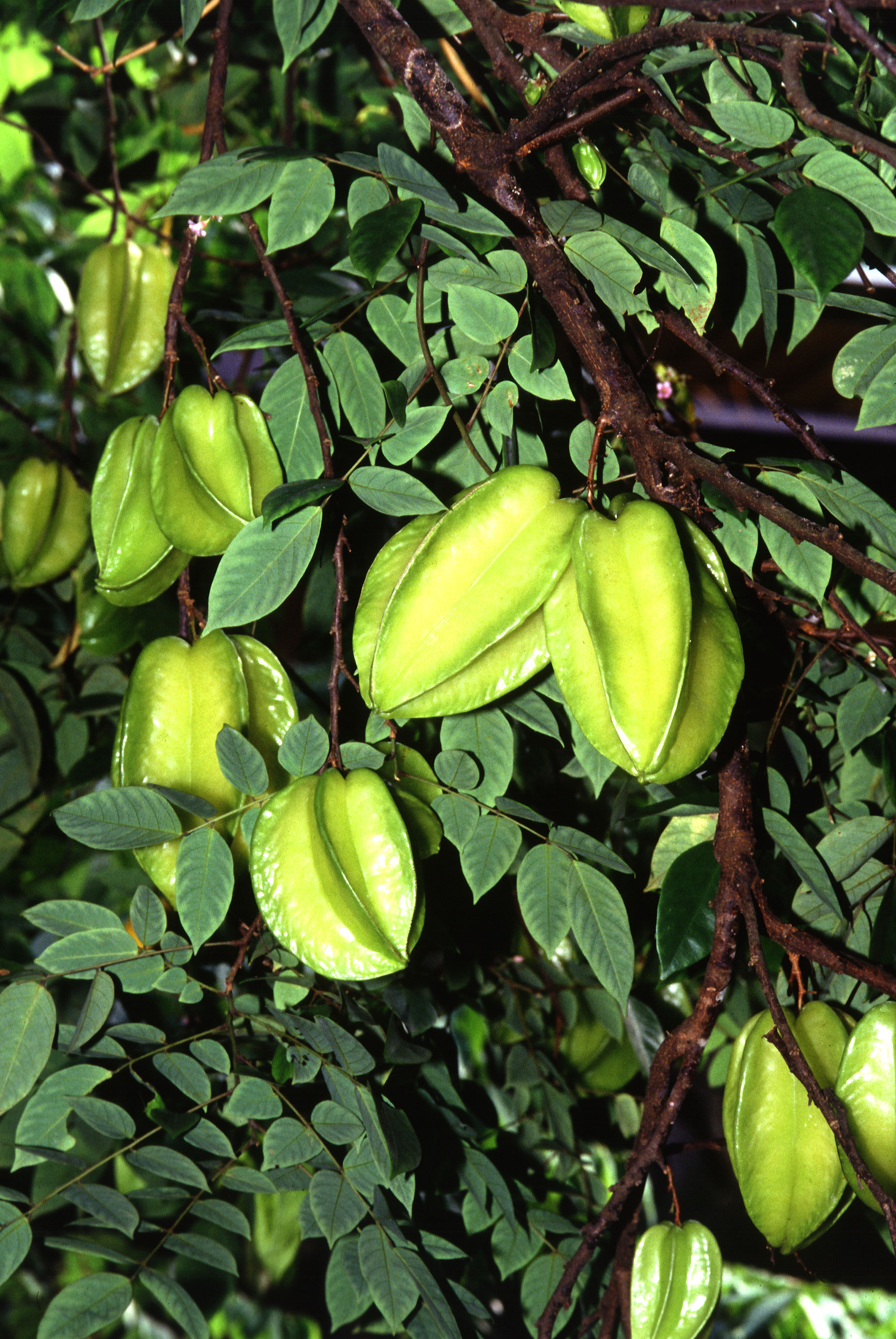
میوه ستاره‌سان کال بر روی درخت

میوه ستاره‌سان میوه بومی اندونزی و هند است اما در بیشتر مناطق گرمسیری از جمله مالزی کشت می‌شود.
اصل این میوه از کشور سریلانکا به کشورهای دیگر آورده شده و در رنگهای مختلف و طعمهای مختلف وجود دارد. طعم این میوه ترش و شیرین است و حاوی مقادیر زیادی ویتامین آ و سی و فیبر می‌باشد. این میوه به دلیل اینکه مقطع عرضی آن به صورت ستاره است به آن استار فروت می‌گویند و به تازگی در بین آمریکایی‌ها و کانادایی‌ها هم محبوبیت پیدا کرده‌است.